# Madalena Sibila da Prússia
Madalena Sibila da Prússia (em alemão:  Magdalena Sibylle von Preußen; Königsberg, 31 de dezembro de 1586 — Dresden, 22 de fevereiro de 1659) foi eleitora da Saxônia como a segunda esposa de João Jorge I, Eleitor da Saxônia.

## Família
Madalena era filha de Alberto Frederico, Duque da Prússia e de Maria Leonor de Cleves. Seus avós paternos eram Alberto, Duque da Prússia e Ana Maria de Brunsvique-Luneburgo, e seus avós maternos eram o duque Guilherme de Jülich-Cleves-Berg e Maria da Áustria, que por sua vez era filha do imperador Fernando I do Sacro Império Romano-Germânico e de Ana da Boêmia e Hungria.
Entre seus seis irmãos, estavam: Ana, princesa eleitora consorte de Brandemburgo; Maria, marquesa consorte de Brandemburgo-Bayreuth; Alberto Frederico; Sofia, duquesa consorte da Curlândia e Semigalia; Leonor, eleitora consorte de Brandemburgo, e Guilherme Frederico.

## Biografia

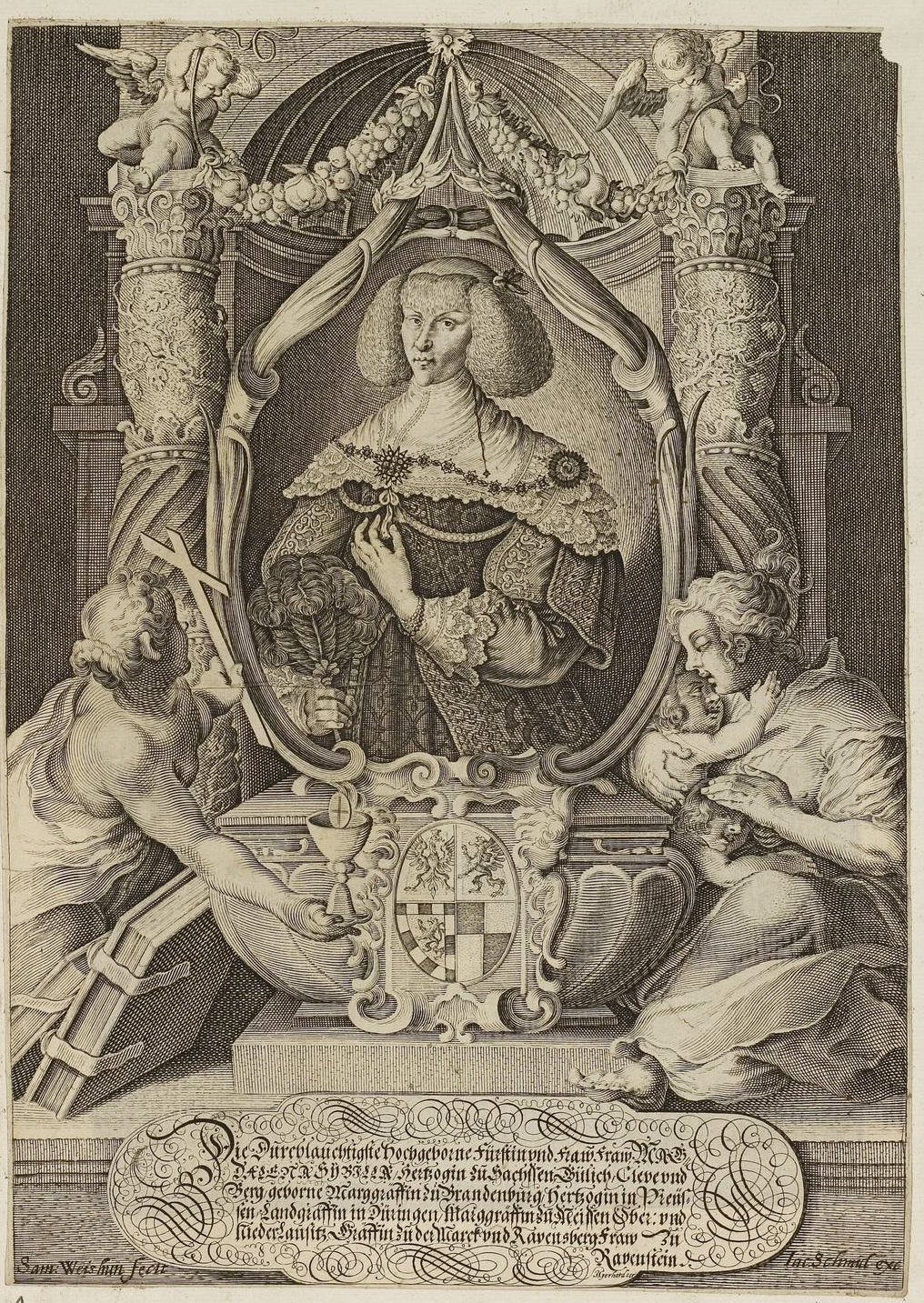
Madalena Sibila.

Aos 21 anos de idade, Madalena Sibila casou-se com o futuro eleitor João Jorge, de 22 anos, em 29 de julho de 1607, em Torgau, no estado da Saxônia. Ele era filho de Cristiano I, Eleitor da Saxônia e de Sofia de Brandemburgo. Sua primeira esposa, que morreu em 1606, foi Sibila Isabel de Württemberg, com quem teve um filho natimorto.
Madelena tornou-se eleitora da Saxônia a partir do ascensão do marido, em 23 de junho de 1611.
Seu marido faleceu em 8 de outubro de 1656, aos 71 anos de idade.
Após alguns anos, Madalena morreu em 22 de fevereiro de 1659, em Dresden, e foi enterrada na Catedral de Freiberga, mesmo local de enterro de João Jorge. 

## Descendência
O casal teve nove filhos:
- Sofia Leonor da Saxónia (23 de novembro de 1609 - 2 de junho de 1671), condessa consorte de Hesse-Darmstadt como esposa de Jorge II de Hesse-Darmstadt. Teve 15 filhos;
- Maria Isabel da Saxônia (22 de novembro de 1610 - 24 de outubro de 1684), duquesa consorte de Holsácia-Gottorp como esposa de Frederico III, Duque de Holsácia-Gottorp. Teve 16 filhos. Foi mãe de Edviges Leonor de Holstein-Gottorp, rainha consorte da Suécia, e avó de Luísa de Mecklemburgo-Güstrow, rainha consorte da Dinamarca e Noruega;
- Cristiano Alberto da Saxônia (4 de março de 1612 - 9 de agosto de 1612);
- João Jorge II (31 de maio de 1613 - 22 de agosto de 1680), sucessor do pai. Foi marido de Madalena Sibila de Brandemburgo-Bayreuth, com quem teve três filhos;
- Augusto de Saxe-Weissenfels (13 de agosto de 1614 - 4 de junho de 1680), duque de Saxe-Weissenfels. Foi casado duas vezes, primeiro com Ana Maria de Mecklemburgo-Schwerin, com quem teve 12 filhos, e por último com Joana Valpurga de Leiningen-Westerburg, e teve mais três filhos;
- Cristiano I de Saxe-Merseburgo (27 de outubro de 1615 - 18 de outubro de 1691), duque de Saxe-Merseburgo. Foi marido de Cristina de Schleswig-Holstein-Sonderburg-Glücksburg, com quem teve onze filhos;
- Madalena Sibila da Saxónia (23 de dezembro de 1617 - 6 de janeiro de 1668), foi princesa da Dinamarca como esposa de Cristiano, Príncipe Eleito da Dinamarca e duquesa de Saxe-Altemburgo como esposa de Frederico Guilherme II. Teve três filhos com o segundo marido;
- Maurício, Duque de Saxe-Zeitz (28 de março de 1619 - 4 de dezembro de 1681), foi casado três vezes. Teve descendência;
- Henrique da Saxônia (27 de junho de 1622 - 15 de agosto de 1622).